# La bottega che vendeva la morte
La bottega che vendeva la morte (From Beyond the Grave) è un film del 1974 diretto da Kevin Connor e diviso in quattro episodi. È uno degli ultimi film prodotti dalla Amicus Productions ed è considerato uno dei migliori.

## Trama
Un bottegaio è alle prese con alcuni clienti disonesti, i quali, dopo aver comprato o rubato qualcosa nella bottega, faranno quasi tutti una brutta fine.

### Episodio 1 "The Gate Crasher"
Edward Charlton riesce a raggirare il bottegaio, comprando per poche sterline uno specchio di enorme valore. L'oggetto acquistato però è maledetto e al suo interno è rinchiusa un'entità che manipolerà a suo piacimento la mente di Charlton. Lo stesso incauto cliente diverrà prigioniero dello specchio.

### Episodio 2 "An Act of Kindness"
Christopher Lowe, dopo aver rubato una medaglia dalla bottega, la spaccia per sua e la mostra ad Underwood, un veterano di guerra ed ora venditore ambulante; Underwood, per riconoscenza, lo invita a casa sua e gli presenta la figlia Angela. Lowe, quasi sotto un incantesimo, si innamora della ragazza e si lascia convincere ad eliminare la sua odiata moglie con un rito Vudù. Lo stesso Lowe cadrà vittima degli Underwood, in realtà due temibili stregoni.

### Episodio 3 "The Elemental"
Reginald Warren truffa il bottegaio, sostituendo l'elevato prezzo di una scatola d'argento con un altro irrisorio. Sul treno che lo riconduce a casa, la sensitiva Madame Orloff fa notare a Warren di vedere sulla sua spalla un Elementario, una piccola creatura mitologica assassina, invisibile ai più. Warren naturalmente non dà peso a ciò che si è sentito dire, ma tornato a casa, lui e sua moglie dovranno ricredersi e invocheranno l'aiuto delle sensitiva. La Orloff riesce a scacciare l'Elementario da Reginald, ma resta il dubbio che la creatura non sia morta. Infatti, la sera stessa, Reginald viene ucciso dalla moglie Susan, posseduta dall'Elementario...

### Episodio 4 "The Door"
Il giovane William Seaton acquista dal bottegaio un enorme e pesante portone; il pagamento della somma di quaranta sterline viene effettuato in banconote da una sterlina. Sistemato l'oggetto in una stanza di casa, William e la moglie Rosemary scoprono che, durante la notte, dietro il portone si apre una stanza maledetta in cui vive Michael Sinclair, un sanguinario assassino. Sinclair rapisce Rosemary ma William riesce a salvare la moglie ed a sconfiggerlo, distruggendo la porta.
Il bottegaio finisce di contare le banconote: quaranta precise. William Seaton è stato l'unico cliente onesto...

## Critica
- Tra divertenti, ingenuità e momenti di quasi autentica paura, l'attenzione dello spettatore è catturata. Commento del dizionario Morandini che assegna al film tre stelle su cinque di giudizio.[1]
- Fantasmi, sangue, urla, cimiteri: tutti gli ingredienti tipici del film dell'orrore di marca inglese. Commento del dizionario Farinotti che assegna al film tre stelle su cinque di giudizio[2]
- Forse il miglior film dell'Amicus, per il giusto dosaggio di macabro e umoristico. le storie in sé non sono tutte all'altezza, ma la regia e la confezione tecnica sono di primo piano.' Commento del dizionario dei film horror che assegna al film tre stelle e mezzo su cinque di giudizio.[3]

Paolo Mereghetti assegna al film due stelle su quattro e scrive«...non usa tutte le potenzialità (anche ironiche) della sua storia. Ottima Leighton.

## Curiosità
- Donald ed Angela Pleasence erano realmente padre e figlia.